# Lista de canais de televisão legislativos do Brasil
Está é a lista de canais de televisão legislativos do Brasil.

## Canais do Legislativo Federal
- TV Câmara (Câmara dos Deputados)
- TV Senado (Senado Federal)

## Canais do Legislativo Estadual
- TV ALEAC (Acre)
- TV ALEAL (Alagoas)
- TV ALEAP (Amapá)
- TV ALEAM (Amazonas)
- TV ALBA (Bahia)
- ALECE TV (Ceará)
- TV Distrital (Distrito Federal)
- TV ALES (Espírito Santo)
- TV ALEGO (Goiás)
- TV ALEMA (Maranhão)
- TV ALEMT (Mato Grosso)
- TV ALEMS (Mato Grosso do Sul)
- TV ALMG (Minas Gerais)
- TV ALEPA (Pará)
- TV ALEPB (Paraíba)
- TV ALEPR (Paraná)
- TV Alepe (Pernambuco)
- TV ALEPI (Piauí)
- TV Alerj (Rio de Janeiro)
- TV ALERN (Rio Grande do Norte)
- TV ALERS (Rio Grande do Sul)
- TV ALERO (Rondônia)
- TV ALERR (Roraima)
- TVAL (Santa Catarina)
- Rede Alesp (São Paulo)
- TV Alese (Sergipe)
- TV ALETO (Tocantins)

## Canais do Legislativo Municipal
- TV Câmara (Aracaju-SE)
- TV Câmera (Aruja-SP)
- TV Câmara (Barreiras-BA)
- TV Câmara (Bauru-SP)
- TV Câmara (Batatais-SP)
- TV Legislativa (Blumenau-SC)
- TV Câmara (Brodowski-SP)
- TV Câmara (Belo Horizonte-MG)
- TV Câmara (Boa Vista-RR)
- TV Câmara (Caruaru-PE)
- TV Câmara (Campinas-SP)
- TV Câmara (Cuiabá-MT)
- TV Câmara (Ferraz de Vasconcelos-SP)
- TV Câmara (Florianópolis-SC)
- TV Câmara (Fortaleza-CE)
- TV Câmara (Franca-SP)
- TV Câmara (Goiânia-GO)
- TV Câmera (Itaquaquecetuba-SP)
- TV Câmara (Itajaí-SC)
- TV Câmara (Jacareí-SP)
- TV Câmara (João Pessoa-PB)
- TV Câmara (Juiz de Fora-MG)
- TV Câmara (Marília-SP)
- TV Câmara (Manaus-AM)
- TV Câmera (Mogi das Cruzes-SP)
- TV Câmara (Montes Claros-MG)
- TV Câmara (Natal-RN)
- TV Câmara (Onda Verde-SP)
- TV Câmara (Palmas-TO)
- TV Câmera (Poa-SP)
- TV Câmara (Porto Alegre-RS)
- TV Câmara (Porto Velho-RO)
- TV Câmara (Recife-PE)
- TV Câmara (Ribeirão Preto-SP)
- TV Câmara (Rio Branco-AC)
- TV Câmara (Rio de Janeiro-RJ)
- TV Câmara (Salvador-BA)
- TV Câmara (São Carlos-SP)
- TV Câmara (São José-SC)
- TV Câmara (São José dos Campos-SP)
- TV Câmara (São José do Rio Preto-SP)
- TV Câmara (São Paulo-SP)
- TV Câmara (Sertãozinho-SP)
- TV Câmara (Sete Lagoas-MG)
- TV Câmera (Suzano-SP)
- TV Câmara (Taubaté-SP)
- TV Câmara (Tupã-SP)
- TV Câmara (Uberaba-MG)
- TV Câmara (Uberlândia-MG)
- TV Câmara (Várzea Grande-MT)
- TV Câmara (Vitória-ES)